# Anisotremus moricandi
Anisotremus moricandi är en fiskart som först beskrevs av Camillo Ranzani 1842.  Anisotremus moricandi ingår i släktet Anisotremus och familjen Haemulidae. IUCN kategoriserar arten globalt som starkt hotad. Inga underarter finns listade i Catalogue of Life.

## Bildgalleri

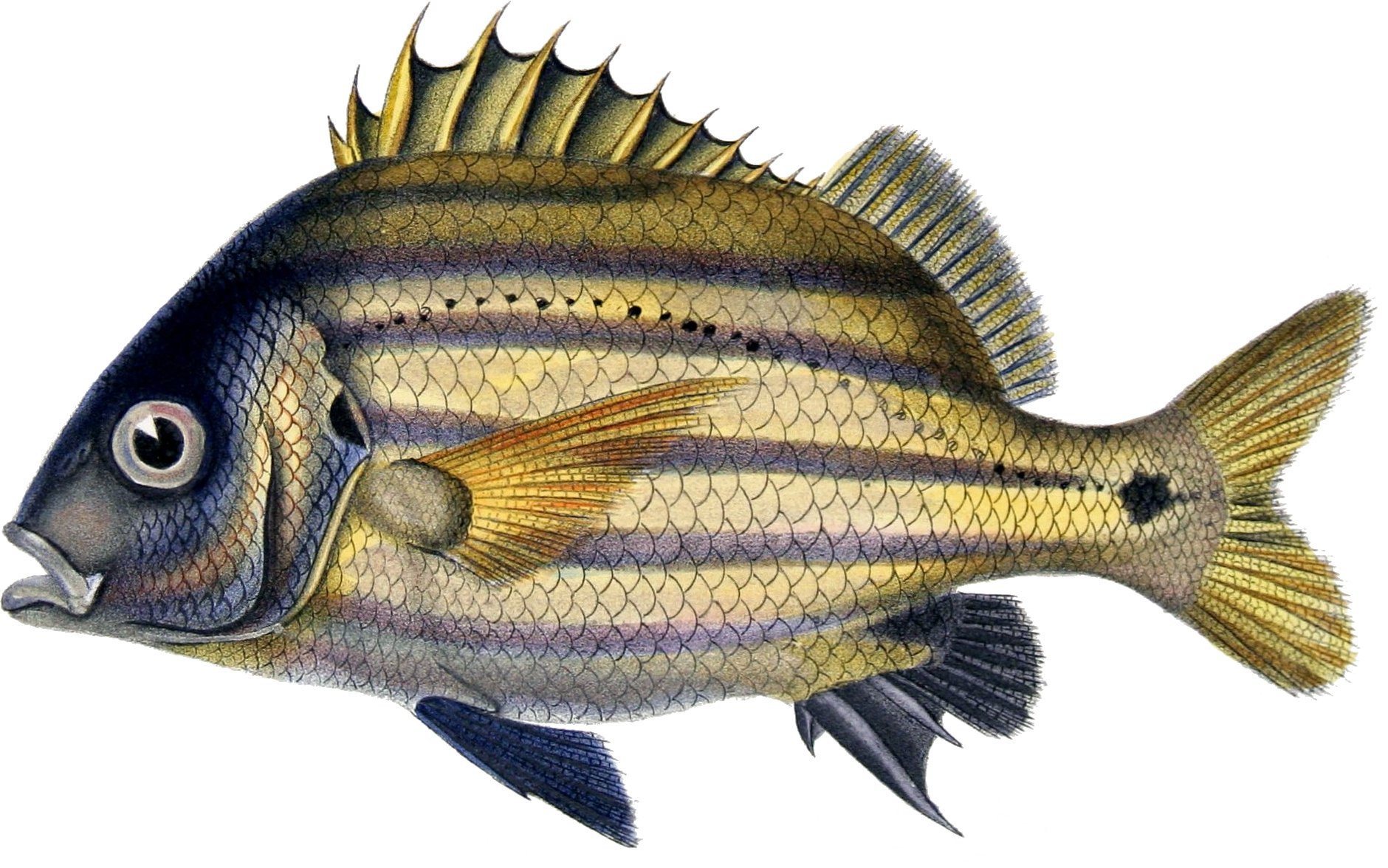